# لاوتراکن
شهر لاوتراکن (به آلمانی: Lauterecken) در ایالت راینلند-فالتز در کشور آلمان واقع شده‌است.